# Ughi
Ughiul desemnează moneda de aur ungurească sau transilvăneană imitată după florin (ducat). Ughiul apare în documente sub diverse alte denumiri: zlot de aur, zloți, zloți ungurești și zloți roșii ungurești, galbeni (ungari d’oro), florin unguresc. 

## Etimologie
Cuvântul românesc ughi este împrumutat din polonă, ug.

## Istoric
Moneda este semnalată pe piața românească în secolul al XV-lea și se menține până în secolul al XIX-lea și a avut o valoare relativ constantă în raport cu celelalte specii monetare: la 1586, ughiul valora 100 de aspri; în 1658 valora 1,73 lei; după un secol, 2,75 lei. În 1660 ughiul valora 200 bani (1,5 taleri); în 1671 valora 20 costande; în 1665, 3 florini și 60 dinari; în 1715, 4 florini sau chiar mai mult; în 1750 valora 300 bani. Sub Constantin Brâncoveanu valora 1,5 taleri; în 1728 era definit în Oltenia: „moneta ideale calcolata per un talero leonino e mezzo”; în 1745 înregistrează 1,66 taleri (sau 20 de taleri pentru 12 ughi). 
În secolele XV-XVIII, a fost moneda dominantă și a constituit împreună cu talerul (de diferite specii, olandez sau german) sistemul comercial al vremii, cu putere eliberatorie recunoscută de vistierie (vezi Condica Vistieriei Țării Românești Arhivat în 2 octombrie 2013, la Wayback Machine.). Datorită intensei circulații pe piața comercială românească, ughiul a îndeplinit și funcția de unitate metrologică. Trebuie făcută o distincție între diferitele monede de aur, pentru a nu se crea confuzii, întrucât documentele de epocă nu fac acest lucru. În acea perioadă circulau mai multe monede de aur (ungurești, austriece, germane, venețiene etc.) iar în actele de vânzare-cumpărare le putem întâlni pe toate sub denumirea generică de galbeni (destul de rar se face specificația: galbeni venetici, galbeni turcești etc.) Dăm în acest sens respectivele monede de aur împreună cu greutatea lor și cu valoarea lor în monedă de argint.
```
galbenul olandez 		= 3,494 gr.
	galbenul romano-german (imperial)	= 3,500 gr.
	galbenul unguresc 		= 3,495 gr.
	galbenul venețian		= 3,485 gr.
	galbenul otoman 		= 3,635 gr.
```

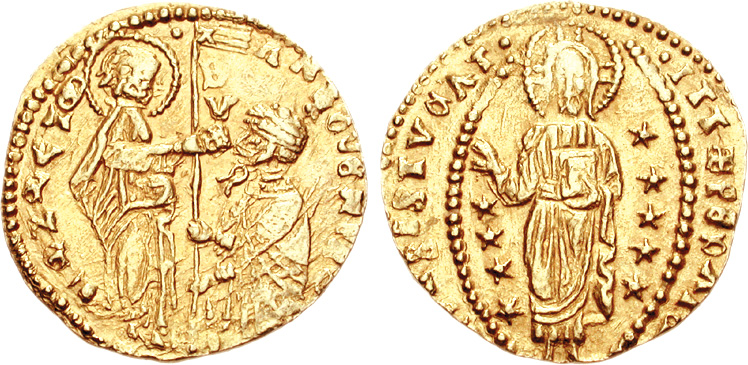
galbeni venetici / țechini

Puritatea galbenilor statelor din cadrul Sfântului Imperiu Romano-German era de 986‰, la fel a ducaților emiși în Țările de Jos și a celor venețieni. Moneda de aur turcească, deși inițial avea o puritate mare - 990,3 ‰ , se va deprecia, ajungând în această perioadă la 950‰.
```
Între 1690 – 1714 galbenul venetic (ducatul venețian)   = 2,5 taleri
	     1709, galbenul imperial (austriac)		= 4 florini și 30 
creițari
 (în monedă renană)
							= 5 florini și 40 dinari (în monede ungurești)
             1709, galbenul (ducatul) bavarez	        = 3 florini renani
							= 3,6 florini ungurești
	     1694 – 1703, galbenul turcesc		= 1,5 taleri
	     1709. 					= 5 florini ungurești
							= 4,1 florini renani
             1710 – 1711, 3 galbeni 			= 5 taleri
             1715, galbenul unguresc (ughiul)		= 4 florini
             1717, 					= 4 florini și 5 creițari
             1728,					= 1,5 
taleri lei

             1745, 					= 1,66 taleri
             1750, 					= 300 dinari 
```

Este important să nu se facă confuzie între monedele de aur aflate în circulație în Țara Românească la acea vreme și zlotul valah, monedă care, prin denumirea ei, lasă impresia că ar fi bătută din aur. Avem de a face cu o monedă de argint și nu de aur și este vorba, de fapt, de florin (zlot valah sau florin fiind același lucru). Desigur, la origine trebuie să fi fost vorba de o monedă de aur (ducat), însă datorită devalorizării ei de-a lungul timpului, a început să fie bătută din argint, păstrându-i-se doar numele. Dăm mai jos valoarea în alte monede:
Un zlot valah valora în anul
```
                           1709 = 1 florin și 10 
creițari

				= 1,4 florini ungurești
	 		 	= 0,25 galbeni
			   1711	= 88 bani
			   1735	= 80 bani (15 taleri = 25 zloți)
			        = 2 
tulți
```

## Vezi și
- Bir